# Vị Thanh (stad)
Vị Thanh is een stad in het zuiden van Vietnam. De regio waar Vị Thanh zich bevindt, wordt ook wel de Mekong-delta genoemd. Vị Thanh is de hoofdplaats van de provincie Hậu Giang.
De oppervlakte van de stad is ongeveer 118,8 km² en telt ongeveer 69.785 inwoners. Sinds 23 september 2010 is Vị Thanh een stad, daarvoor was het een thị xã. Sinds de verheffenis naar een stad, is de stad onderverdeeld in vijf phường en vier xã's.
- Phường 1
- Phường 3
- Phường 4
- Phường 5
- Phường 7
- Xã Hỏa Lựu
- Xã Hỏa Tiến
- Xã Tân Tiến
- Xã Vị Tân

## Foto's

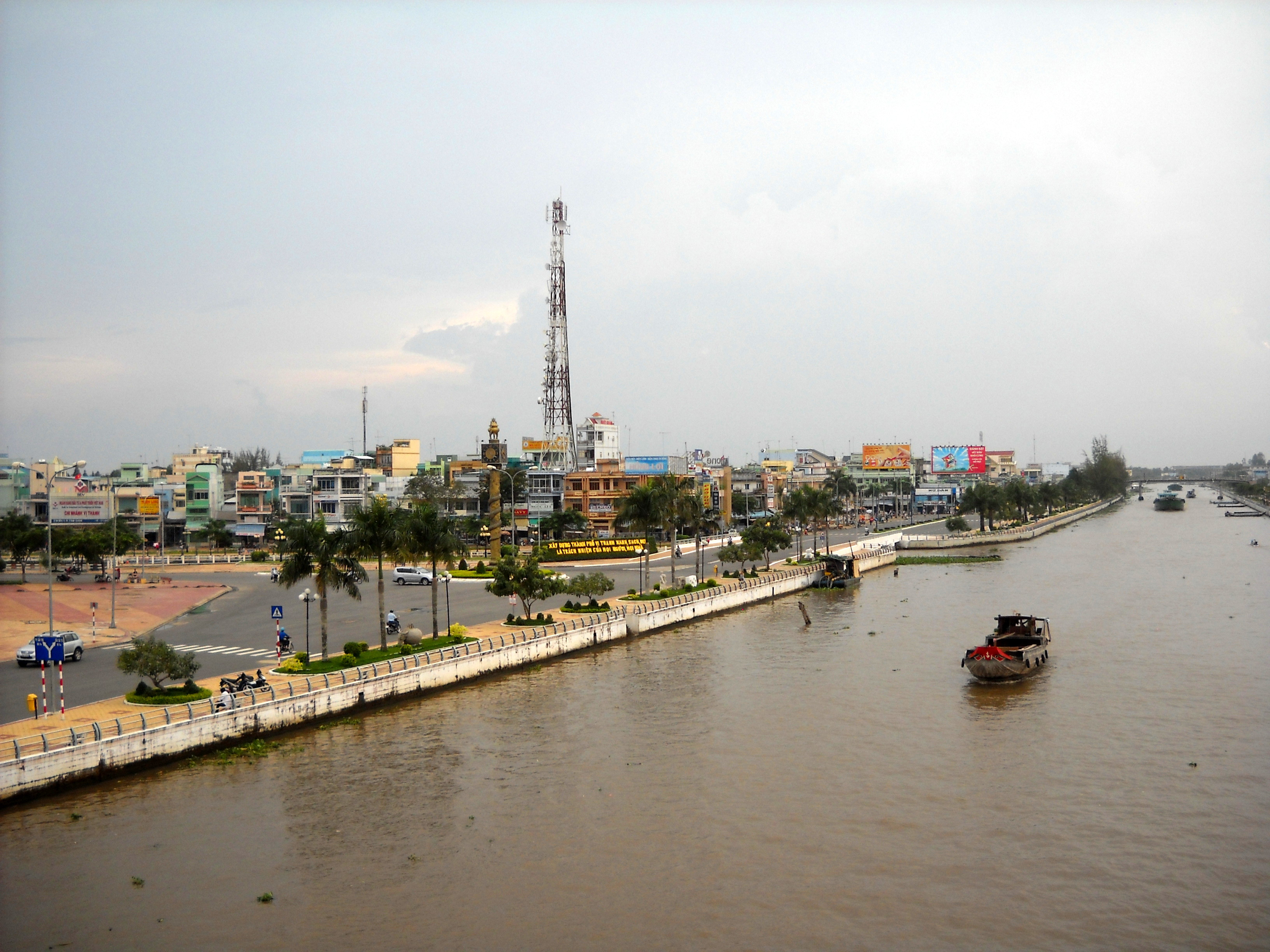
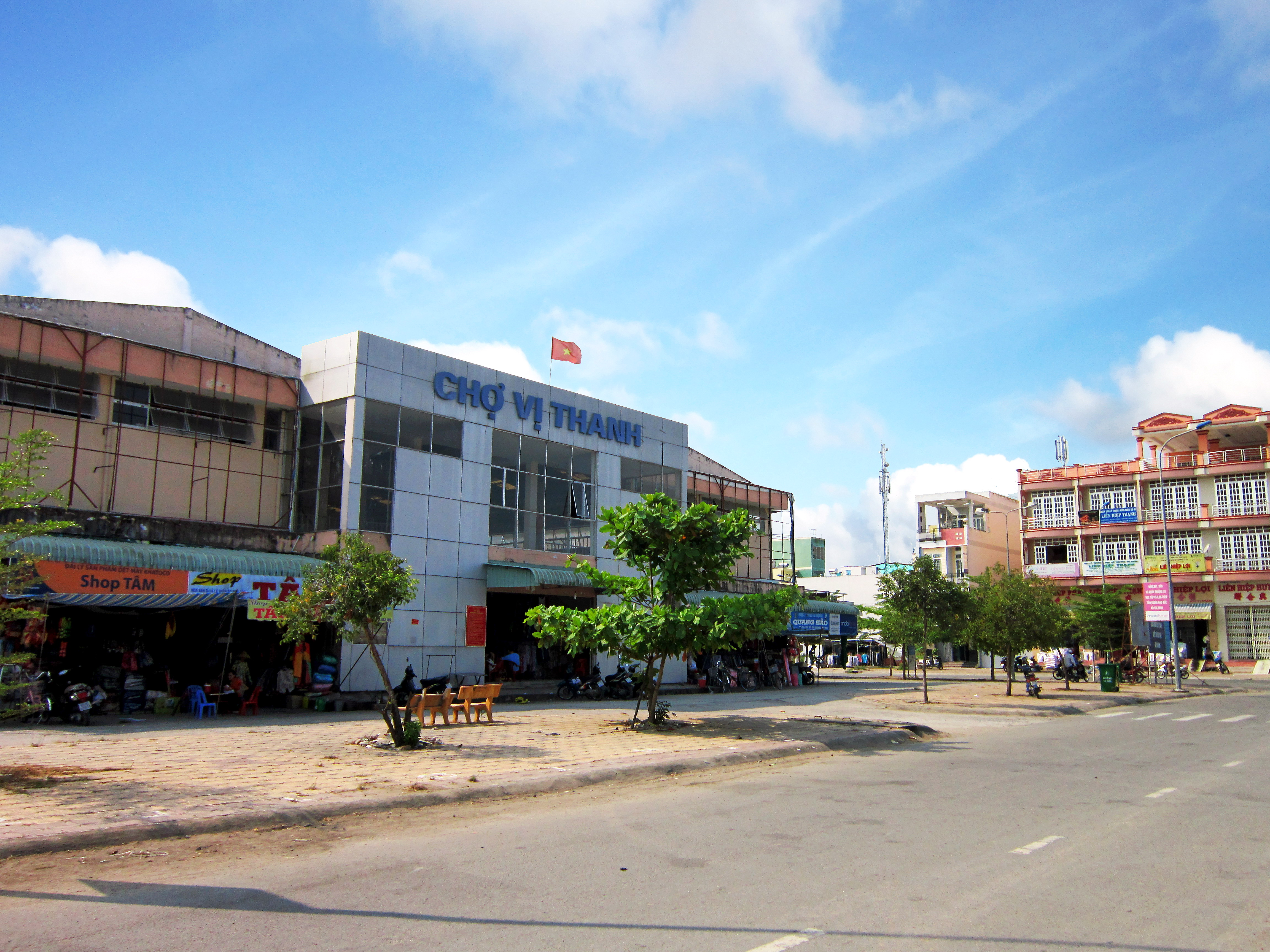